# Razboieni
Razboieni là một xã thuộc hạt Neamț, România. Dân số thời điểm năm 2002 là 2410 người.